# Rovello Porro
Rovello Porro (Ruell in dialetto comasco, AFI: /ruˈ(w)ɛl/, e semplicemente Rovello fino al 1926) è un comune italiano di 6 347 abitanti della provincia di Como in Lombardia.

## Origini del nome
Il toponimo Rovello deriverebbe da roa, termine che indicherebbe un terreno sassoso. Meno accreditata è la tesi che vorrebbe Rovello originare da una fusione dei termini germanici rose ("valle") e vel ("fortificazione").
Porro si rifà invece a una delle famiglie a cui il paese fu infeudato nel corso dei secoli.

## Storia
Citata da Goffredo da Bussero - che qui fu cappellano per ben 69 anni, a partire dal 1220 - la località di Rovello fu in un primo momento infeudata dalla famiglia Pagani, la quale esercitò i propri diritti feudali fino al 1707, quando Cesare Pagani lasciò il feudo in eredità al conte Carlo Giuseppe Porro.
Nel 1346 Rodello viene elencato tra le località che, inserite nella pieve di Appiano hanno in carico la manutenzione della cosiddetta strata da Bolà.
Sempre inserito nella stessa pieve anche sotto il Ducato di Milano fino ad oltre la metà del XVIII secolo, il comune di Rovello fu concesso in feudo alla famiglia Della Porta dal 1649 al 1763, anno in cui l'ultimo erede maschio morì e il feudo ritornò al demanio. Nel 1780 Rovello fu quindi concesso in feudo ad Andrea Lucini Passalacqua e a sua madre Caterina Brentano Monticelli.
Napoleone dispose lo spostamento di Rovello dalla provincia di Milano alla provincia di Como nel 1801, mentre un decreto di riorganizzazione amministrativa del Regno d'Italia napoleonico datato 1807 sancì l'annessione di Rovello a Rovellasca, aggregazione tuttavia cancellata dalla Restaurazione.
Nel 1926 il comune cambiò denominazione in "Rovello Porro".
Una nuova fusione tra Rovellasca e Rovello Porro si registrò nel 1928, con la formazione di un nuovo Comune con sede a Rovellasca e dalla denominazione Rovi Porro. L'esperienza di "Rovi Porro" terminò nel 1939, quando Rovellasca e Rovello Porro ritornarono ad essere due Comuni autonomi.

### Simboli
Lo stemma stato concesso con decreto del presidente della Repubblica del 22 luglio 1991.
Nello stemma di Rovello Porro è presente il castello, perché l'origine del nome potrebbe derivare dalle parole celtiche rose e vel, cioè "valle fortificata". La testa di moro proviene dal blasone dei marchesi Pagani, feudatari del paese, e ricorda le battaglie sostenute dai membri della famiglia contro i Saraceni. Il colore azzurro del fondo dello scudo allude al fiume Lura.
Il gonfalone è un drappo di bianco.

## Monumenti e luoghi d'interesse

### Architetture religiose
- Chiesa dei Santi Pietro e Paolo, costruita negli anni 1935-1939[12] in sostituzione di una precedente chiesa,[5] attestata nella pieve di Appiano già nel XIII secolo e sede di una parrocchia a partire dal XVI.[13] I lavori del 1935 comportarono la demolizione della precedente struttura, allora pericolante, costruita nel 1785 dall'architetto Pizzagalli di Viggiù.[5] Nei primi anni del XXI secolo, la chiesa è stata oggetto di una ristrutturazione formale dell'aula interna, è arricchita delle sculture di Floriano Bodini e Gabriele Di Maulo e dell'opera pittorica di Valentino Vago.
- Santuario della Beata Vergine del Carmine, documentata già nel 1519[14] ma oggetto di ristrutturazioni negli anni 1872[5] e 1925-1945.[15] La chiesa fu costruita nel 1310 su impulso di Antonio Pagano, allora feudatario di Rovello.[5] Fino al 1653, il santuario fu gestito dai Carmelitani della chiesa milanese di Santa Maria del Carmine.[5] Al suo interno, opere di Vanni Rossi[5] e Emiliano Viscardi.
- Cappella di Santa Eurosia (Ul Gesiöo), risalente alla fine del 1600 fu dedicata alla Santa, protettrice dei frutti della terra ed invocata contro le tempeste, i tuoni e fulmini.

### Architetture civili
- Villa Porro (XVII secolo)[16]

### Altri luoghi di interesse
- Murale paretale di Danilo Pistone, in arte Neve.

## Società

### Evoluzione demografica

#### Demografia pre-unitaria
- 700 nel 1751[6]
- 1 012 nel 1771[7]
- 1 065 nel 1799[17]
- 923 nel 1805[17]
- 1 000 nel 1809 (prima dell'annessione a Rovellasca)[17]
- 1 570 nel 1853[18]
- 1 782 nel 1859[10]

#### Demografia post-unitaria
Abitanti censiti

### Etnie e minoranze straniere
Secondo le statistiche ISTAT al 31 dicembre 2017, la popolazione straniera residente nel comune era di 617 persone. Le nazionalità maggiormente rappresentate erano:
- Marocco 124
- Romania 115
- Ucraina 45
- Pakistan 45
- Albania 33
- Sri Lanka 31

## Cultura

### Media

#### Stampa
Da quasi un secolo in maniera continua viene stampato Il Campanone, periodico di informazione parrocchiale.

## Infrastrutture e trasporti
La fermata di Rovello Porro è posta sulla ferrovia Saronno-Como, attivata nel 1878 come trasformazione della preesistente tranvia Como-Fino-Saronno; tale impianto è servito da treni regionali svolti da Trenord nell'ambito del contratto di servizio stipulato con la Regione Lombardia.

## Sport

### Atletica Leggera
- G.S. Rovello Porro

### Calcio
- U.S. Rovellese

### Tchoukball
- Rovello Sgavisc

### Esplicative
1. ↑  Per il dialetto comasco, si utilizza l'ortografia ticinese, introdotta a partire dal 1969 dall'associazione culturale Famiglia Comasca nei vocabolari, nei documenti e nella produzione letteraria.
2. ↑  Stemma della famiglia Pagani di Lombardia: di rosso, al castello d'argento, torricellato di due pezzi, a due palchi merlati alla guelfa, murato di nero, aperto del campo, accompagnato in capo tra le due torri da una testa di moro al naturale, fasciata d'argento; col capo d'oro, all'aquila coronata di nero.

### Bibliografiche
1. 1 2   Bilancio demografico mensile anno 2025 (dati provvisori), su demo.istat.it, ISTAT.
2. ↑   Classificazione sismica (XLS), su rischi.protezionecivile.gov.it.
3. ↑   Tabella dei gradi/giorno dei Comuni italiani raggruppati per Regione e Provincia (PDF), in Legge 26 agosto 1993, n. 412, allegato A, Agenzia nazionale per le nuove tecnologie, l'energia e lo sviluppo economico sostenibile, 1º marzo 2011,  p. 151. URL consultato il 25 aprile 2012 (archiviato dall'url originale il 1º gennaio 2017).
4. ↑   Storia del Comune, su Comune di Rovello Porro. URL consultato l'8 settembre 2024.
5. 1 2 3 4 5 6 7 8 9 10  Borghese, p. 387.
6. 1 2 3   Comune di Rovello, sec. XIV - 1757 – Istituzioni storiche – Lombardia Beni Culturali, su lombardiabeniculturali.it. URL consultato l'11 maggio 2020.
7. 1 2 3   Comune di Rovello, 1757 - 1797 – Istituzioni storiche – Lombardia Beni Culturali, su lombardiabeniculturali.it. URL consultato l'11 maggio 2020.
8. ↑   Comune di Rovellasca, 1798 - 1812 – Istituzioni storiche – Lombardia Beni Culturali, su lombardiabeniculturali.it. URL consultato l'11 maggio 2020.
9. ↑   comune di Rovello 1816-1859, su lombardiabeniculturali.it.
10. 1 2   Comune di Rovello Porro, 1859 - 1928 – Istituzioni storiche – Lombardia Beni Culturali, su lombardiabeniculturali.it. URL consultato l'11 maggio 2020.
11. 1 2   Comune di Rovellasca, 1859 - [1971] – Istituzioni storiche – Lombardia Beni Culturali, su lombardiabeniculturali.it. URL consultato l'11 maggio 2020.
12. ↑   Chiesa dei SS. Pietro e Paolo - complesso, Via Cardinal Ferrari - Rovello Porro (CO) – Architetture – Lombardia Beni Culturali, su lombardiabeniculturali.it. URL consultato l'11 maggio 2020.
13. ↑   Parrocchia dei Santi Pietro e Paolo, sec. XVI - [1989] – Istituzioni storiche – Lombardia Beni Culturali, su lombardiabeniculturali.it. URL consultato l'11 maggio 2020.
14. ↑  Franco Premoli, Il santuario della Beata Vergine del Carmine in Rovello Porro, p. 33.
15. ↑   Santuario della Beata Vergine del Carmine - complesso, Via Madonna - Rovello Porro (CO) – Architetture – Lombardia Beni Culturali, su lombardiabeniculturali.it. URL consultato l'11 maggio 2020.
16. ↑   Villa Porro - complesso, Via Marchese Pagani, 14 - Rovello Porro (CO) – Architetture – Lombardia Beni Culturali, su lombardiabeniculturali.it. URL consultato l'11 maggio 2020.
17. 1 2 3   Comune di Rovello, 1798 - 1815 – Istituzioni storiche – Lombardia Beni Culturali, su lombardiabeniculturali.it. URL consultato l'11 maggio 2020.
18. ↑   Comune di Rovello, 1816 - 1859 – Istituzioni storiche – Lombardia Beni Culturali, su lombardiabeniculturali.it. URL consultato l'11 maggio 2020.
19. ↑  Dati tratti da:
  -  Popolazione residente dei comuni. Censimenti dal 1861 al 1991 (PDF), su ebiblio.istat.it, ISTAT.
  -  Popolazione residente per territorio – serie storica, su esploradati.censimentopopolazione.istat.it.
Nota bene: il dato del 2021 si riferisce al dato del censimento permanente al 31 dicembre di quell'anno.
20. ↑   Dati ISTAT popolazione straniera, su demo.istat.it. URL consultato il 17 febbraio 2019.
21. ↑  Giovanni Cornolò, Cento anni di storia… delle Ferrovie Nord Milano, Globo edizioni, Trento, 1979.